# Mepacrine
Mepacrine (INN), còn được gọi là quinacrine (USAN) hoặc theo tên thương mại Atabrine, là một loại thuốc với một số ứng dụng y tế. Nó có liên quan đến chloroquine và mefloquine.

## Sử dụng trong y tế

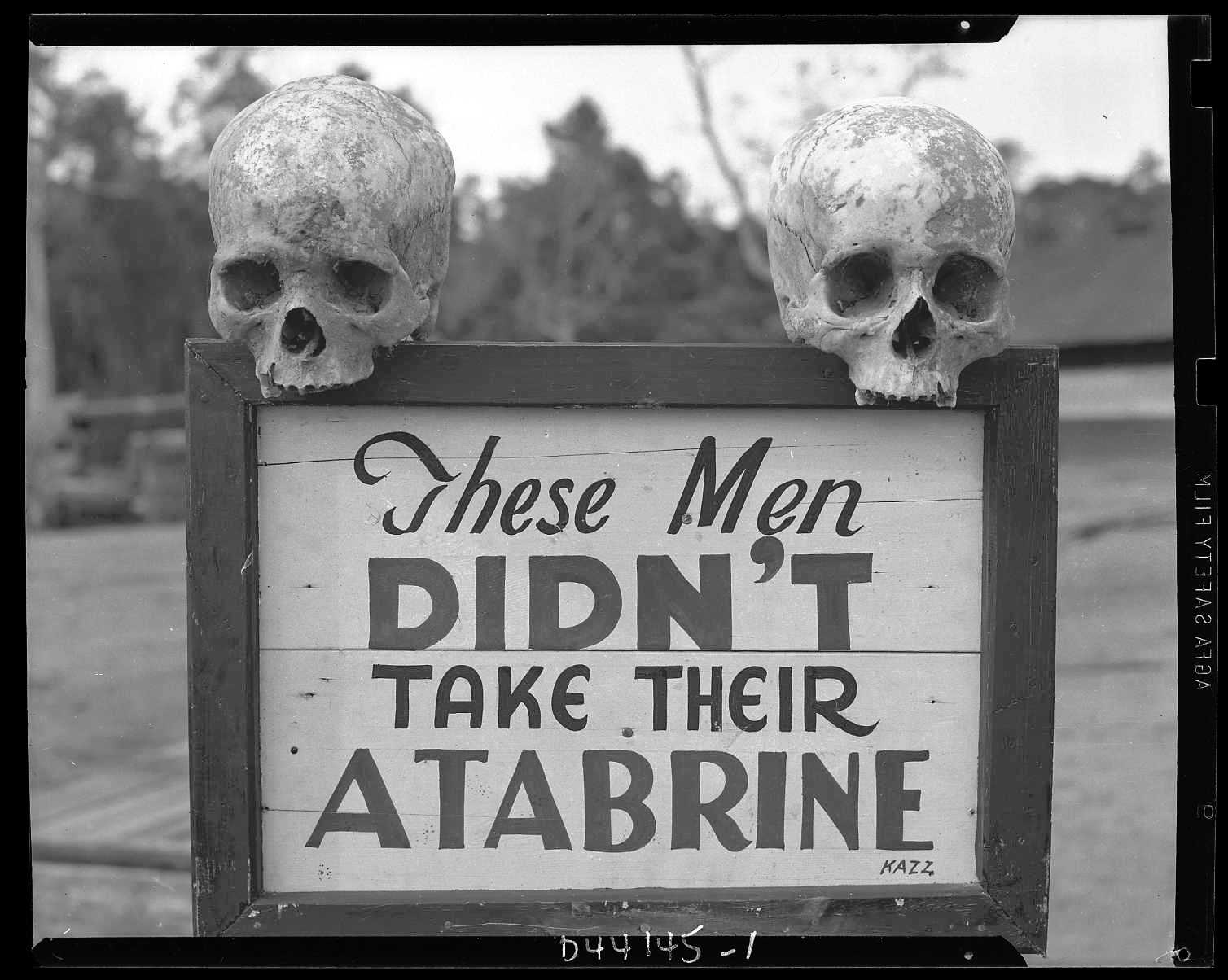
Những người đàn ông này đã không dùng Atabrine của họ (như thuốc chống sốt rét); dấu hiệu này đã được đăng tại Bệnh viện Trạm 363 ở Papua, New Guinea trong Thế chiến II

Các ứng dụng chính của mepacrine là như một chất chống nguyên sinh, chống thấp khớp và một tác nhân xơ cứng nội nhãn.
Sử dụng antiprotozoal bao gồm nhắm mục tiêu bệnh giardia, trong đó mepacrine được chỉ định là tác nhân chính cho bệnh nhân mắc bệnh giardia kháng metronidazole và bệnh nhân không nên dùng hoặc không thể dung nạp metronidazole. Bệnh giardia rất kháng thuốc thậm chí có thể cần kết hợp mepacrine và metronidazole.
Mepacrine cũng được sử dụng ngoài nhãn để điều trị bệnh lupus ban đỏ hệ thống, chỉ định trong điều trị bệnh lupus ban đỏ và lupus dưới da, đặc biệt ở những bệnh nhân không thể dùng dẫn xuất chloroquine.
Là một tác nhân xơ cứng nội nhãn, nó được sử dụng như dự phòng tràn khí màng phổi ở những bệnh nhân có nguy cơ tái phát cao, ví dụ, bệnh nhân xơ nang.
Mepacrine không phải là thuốc được lựa chọn vì tác dụng phụ là phổ biến, bao gồm rối loạn tâm thần do chất độc và có thể gây ra thiệt hại vĩnh viễn. Xem mefloquine để biết thêm thông tin.
Ngoài các ứng dụng y tế, mepacrine là một công cụ nghiên cứu in vitro hiệu quả cho việc hiển thị trực quan tế bào, đặc biệt là tiểu cầu. Mepacrine là thuốc nhuộm huỳnh quang màu xanh lá cây được chiếm bởi hầu hết các tế bào. Tiểu cầu lưu trữ mepacrine trong hạt dày đặc.

## Cơ chế
Cơ chế hoạt động của nó chống lại động vật nguyên sinh là không chắc chắn, nhưng nó được cho là hành động chống lại màng tế bào của động vật nguyên sinh.
Nó được biết là hoạt động như một chất ức chế histamine N -methyltransferase.
Nó cũng ức chế NF-κB và kích hoạt p53.

## Lịch sử sử dụng

### Chống nguyên sinh
Mepacrine ban đầu được chấp thuận vào những năm 1930 như là một loại thuốc chống sốt rét. Nó được sử dụng rộng rãi trong Thế chiến thứ hai bởi các lực lượng Đồng minh chiến đấu ở Bắc Phi và Viễn Đông để ngăn ngừa bệnh sốt rét.
Đây antiprotozoal cũng được chấp thuận để điều trị nhiễm giardia (một loại ký sinh trùng đường ruột), và đã được nghiên cứu như một chất ức chế phospholipase A2.
Các nhà khoa học tại Bayer ở Đức lần đầu tiên tổng hợp mepacrine vào năm 1931. Sản phẩm này là một trong những chất thay thế tổng hợp đầu tiên cho quinine mặc dù sau đó được thay thế bởi chloroquine.

### Nhân trắc học
Ngoài ra, nó đã được sử dụng để điều trị nhiễm sán dây.

### Dịch bệnh Creutzfeldt-Jakob
Mepacrine đã được chứng minh là liên kết với protein prion và ngăn chặn sự hình thành các tập hợp prion trong ống nghiệm, và các thử nghiệm lâm sàng đầy đủ về việc sử dụng nó như một phương pháp điều trị bệnh Creutzfeldt Nott Jakob đang được tiến hành ở Anh và Hoa Kỳ. Các thử nghiệm nhỏ ở Nhật Bản đã báo cáo sự cải thiện tình trạng bệnh nhân mắc bệnh, mặc dù các báo cáo khác cho thấy không có hiệu quả rõ rệt, và điều trị bệnh phế liệu ở chuột và cừu cũng không cho thấy hiệu quả. Những lý do có thể cho việc thiếu hiệu ứng in vivo bao gồm sự xâm nhập không hiệu quả của hàng rào máu não, cũng như sự tồn tại của protein prion kháng thuốc làm tăng số lượng khi được lựa chọn để điều trị bằng mepacrine.

### Triệt sản không phẫu thuật cho phụ nữ
Việc sử dụng mepacrine để khử trùng không phẫu thuật cho phụ nữ cũng đã được nghiên cứu. Báo cáo đầu tiên của phương pháp này tuyên bố tỷ lệ thất bại trong năm đầu tiên là 3,1%. Tuy nhiên, mặc dù có vô số nghiên cứu lâm sàng về việc sử dụng mepacrine và triệt sản nữ, không có thử nghiệm ngẫu nhiên, có kiểm soát nào được báo cáo cho đến nay và có một số tranh cãi về việc sử dụng nó.
Các viên của mepacrine được đưa vào qua cổ tử cung vào khoang tử cung của người phụ nữ bằng cách sử dụng một thiết bị chèn sẵn được nạp sẵn, tương tự như cách chèn IUCD. Thủ tục được thực hiện hai lần, lần đầu tiên trong giai đoạn tăng sinh, 6 đến 12 ngày sau ngày đầu tiên của chu kỳ kinh nguyệt và một lần nữa sau đó một tháng. Tác dụng xơ cứng của thuốc tại các điểm nối của ống tử cung (nơi ống dẫn trứng đi vào tử cung) dẫn đến mô sẹo hình thành trong khoảng thời gian sáu tuần để đóng ống vĩnh viễn.
Tại Hoa Kỳ, phương pháp này đã trải qua giai đoạn thử nghiệm lâm sàng giai đoạn I. FDA đã từ bỏ sự cần thiết cho các thử nghiệm lâm sàng giai đoạn II vì dữ liệu mở rộng liên quan đến việc sử dụng mepacrine khác. Bước tiếp theo trong quy trình phê duyệt của FDA tại Hoa Kỳ là thử nghiệm lâm sàng đa trung tâm giai đoạn III. Phương pháp này hiện đang được sử dụng ngoài nhãn.
Nhiều nghiên cứu đánh giá ngang hàng cho thấy  khử trùng mepacrine (QS) có khả năng an toàn hơn so với triệt sản phẫu thuật. Tuy nhiên, vào năm 1998, Tòa án Tối cao Ấn Độ đã cấm nhập khẩu hoặc sử dụng loại thuốc này, được cho là dựa trên các báo cáo rằng nó có thể gây ung thư hoặc mang thai ngoài tử cung.

### Nhuộm da
Trong Chiến tranh Trung-Nhật lần thứ hai, các hợp tác xã của Tổ chức Hợp tác Trung-Mỹ đã nhuộm màu da của họ bằng cách sử dụng viên mepacrine để phù hợp hơn với màu da của các đồng nghiệp Trung Quốc.